# Canal do Mangue

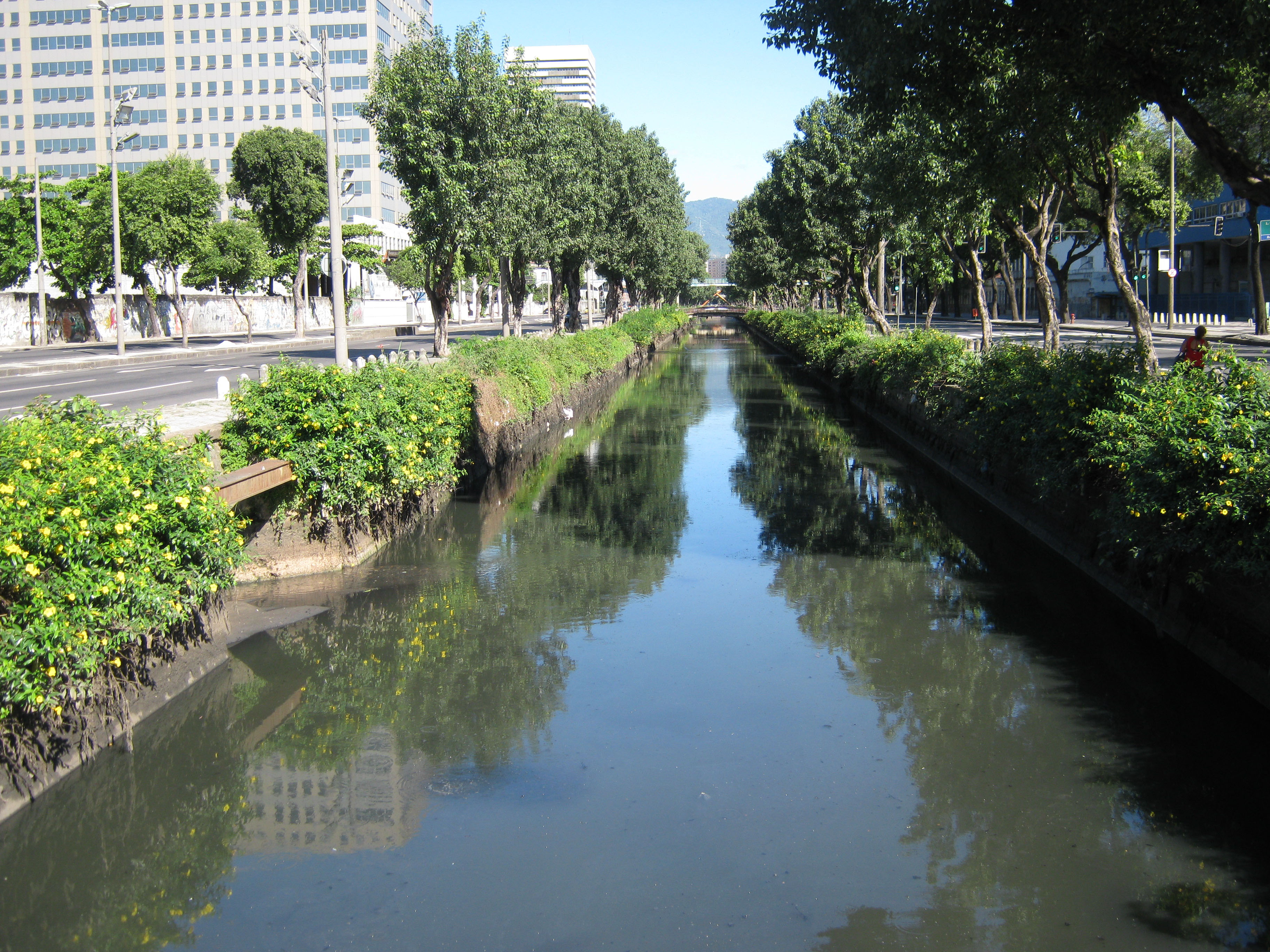
Trecho do Canal do Mangue na Avenida Presidente Vargas.

O Canal do Mangue é um canal situado na Zona Central da cidade do Rio de Janeiro. É margeado pela Avenida Francisco Bicalho, no bairro do Santo Cristo, e pela Avenida Presidente Vargas, no bairro da Cidade Nova.
Há muitos anos, o esgoto sanitário dos bairros circunvizinhantes são lançados diretamente no canal. A fim de captar esse esgoto, encontra-se em construção o Coletor Tronco Cidade Nova que terá um total de 4,2 km de dutos. Será captado o esgoto de parte dos seguintes bairros: Catumbi, Centro, Cidade Nova, Estácio, Rio Comprido e Santa Teresa.

## História

### Século XIX

Projeto de ajardinamento do Canal do Mangue, de 1875 (Arquivo Nacional).

Até o século XIX, na área onde hoje situa-se o bairro da Cidade Nova, havia um imenso manguezal denominado Mangue de São Diogo. No ano de 1835, o Governo Imperial decidiu sanear a área do mangue; na época, havia um plano de se construir um estreito canal na região a fim de receber as águas de chuva e de riachos que desaguavam nas imediações.
As obras do Canal do Mangue tiveram início em 1857, ano em que Irineu Evangelista de Sousa, o Barão de Mauá, conseguiu uma concessão para construção. As obras iniciaram-se em 21 de janeiro de 1857 do mesmo ano e duraram 3 anos. O canal inaugurado no dia 7 de setembro de 1860.

### Século XX

Em 1952.

Durante o mandato do prefeito Pereira Passos, foi feito o aterramento do Saco de São Cristóvão em virtude da construção do Porto do Rio de Janeiro. Junto com o aterro, foi feita a expansão do Canal do Mangue, ao longo da Avenida Francisco Bicalho, a fim de que continuasse a desaguar na Baía de Guanabara.
As obras de expansão foram comandadas por Lauro Müller, o então Ministro da Indústria, Viação e Obras Públicas. Apesar do aterro desaparecer com duas praias, por outro lado a extensão do canal pôs fim às constantes enchentes e inundações provocadas pelas vazões dos rios que hoje deságuam no canal.